# LILAC (IUのアルバム)
『LILAC』（ライラック）は、韓国の女性ソロ歌手IUの5作目のアルバム。2021年3月25日にKakao Entertainmentから発売された。

## 概要
本作は2019年発売「Love poem」以来の作品で、2017年発売「Palette」以来4年ぶりのフルアルバムである。2021年に29歳（韓国式年齢）となったIUは、本作を20代の最後に華やかな「挨拶」とするアルバムとして、2012年に発表した20歳の正直で初々しい感性を込めた「二十歳の春」とは違い、これまで培ってきた音楽的才能を出し尽くし、これから迎える30代の新たなIUを期待させる作品とした。
IUは本作のプロデュースはもちろん、作曲及び全曲作詞に参加した。本作の収録曲には、韓国を代表するボーカリストのBrown Eyed Soulのナオル、AKMUのイ・チャンヒョク、DEAN、WOOGIE、PENOMECOら、多様なジャンルを網羅するミュージシャンたちや作曲家のパク・ウサン、イム・クムビ、SUMINなどの有名作曲家たちが参加した。
アルバム名とともにタイトル曲の題名に使われた「LILAC（ライラック）」の花言葉は「初恋」そして「若き日の思い出」である。20代の最初から最後まで見守ってくれたすべての人々への感謝を込めつつ、華やかで、そして少し寂しい気持ちもあるIUならではの挨拶といえる。
2021年1月27日にアルバムの先行曲として『Celebrity』が配信。genie Music、Bugs！など主要音楽ランキングで1位を獲得することはもちろん、最近改編されたMelOn24Hitsチャートに短時間でランクインした。iTunesソングチャートでも6ヶ国で1位になり、海外のファンの冷めない人気を証明した。
本作のダブルタイトル曲は、今回のアルバムを通じてIUと初めてコラボしたイム・スホ、Dr.JO、N！ko、ウン・キムが作曲を務めたアルバムと同タイトルの『라일락（→LILAC（ライラック））』。もう一つのタイトル曲は、多数のヒット曲を誕生させた作曲家のPoptimeとKakoがIUとタッグを組んだ『Coin』である。
KBS2「ミュージックバンク」、MBC「ショー! 音楽の中心」、SBS「人気歌謡」などの音楽番組に4年ぶりに出演し、カムバックステージを披露した。
HANTEOチャートによると、初日に216,318枚を売り上げ、前作の「Love poem」(2019年)の初動売上枚数を上回った。GAONデジタルチャートではアルバム収録曲10曲すべてが同時にトップ30に入った。

## 収録曲
| #         | タイトル                              | 作詞      | 作曲                                                                                             | 編曲                                                         | 時間  |
| --------- | ------------------------------------- | --------- | ------------------------------------------------------------------------------------------------ | ------------------------------------------------------------ | ----- |
| 1.        | 「라일락（→ライラック）」             | IU        | イム・スホ, Dr.JO, ウン・キム, N!ko                                                              | イム・スホ, ウン・キム, N!ko                                 | 3:34  |
| 2.        | 「Flu」                               | IU        | Ryan S. Jhun, Martin Coogan, Madilyn Bailey, Zacchariah Palmer, London Jackson, Jacob Chatelain  | Jacob Chatelain, London Jackson, Ryan S. Jhun                | 3:08  |
| 3.        | 「Coin」                              | IU        | Poptime, Kako, IU                                                                                | Poptime                                                      | 3:13  |
| 4.        | 「봄 안녕 봄（→春こんにちは春）」     | IU        | ナオル（Brown Eyed Soul）                                                                        | カン・ハソン                                                 | 5:24  |
| 5.        | 「Celebrity」                         | IU, DEAN  | Ryan S. Jhun, Jeppe London Bilsby, Lauritz Emil Christiansen, IU, Chloe Latimer, Celine Svanback | Jeppe London Bilsby, Lauritz Emil Christiansen, Ryan S. Jhun | 3:16  |
| 6.        | 「돌림노래 (Feat. DEAN)（→Troll）」   | IU        | パク・ウサン, JUNNY, DEAN, jane                                                                  | パク・ウサン                                                 | 3:10  |
| 7.        | 「빈 컵 （→Empty Cup）」              | IU        | WOOGIE, PENOMECO                                                                                 | WOOGIE                                                       | 2:20  |
| 8.        | 「아이와 나의 바다（→子供と私の海）」 | IU        | ジェフイ, キム・ヒウォン                                                                         | ジェフイ                                                     | 5:16  |
| 9.        | 「어푸 （→Ah puh）」                  | IU        | イ・チャンヒョク（AKMU）, PEEJAY                                                                 | PEEJAY                                                       | 3:20  |
| 10.       | 「에필로그（→エピローグ）」           | IU        | シム・ウンジ, SUMIN, キム・スヨン, イム・クムビ                                                  | シム・ウンジ, キム・スヨン                                   | 3:50  |
| 合計時間: | 合計時間:                             | 合計時間: | 合計時間:                                                                                        | 合計時間:                                                    | 36:31 |

## チャート成績

### 韓国
- 2021年13週目 Gaonアルバムチャート（2021年3月21日～3月27日）で1位[25]。
- Hanteoチャート CD初動売上枚数は216,318枚[26]。
- 2021年3月 Gaonアルバムチャートで5位。
- 2021年上半期Gaonアルバムチャート13位。売上枚数は382,008枚[27]。

### 日本
- オリコン週間デジタルアルバムランキング（2021年3月22日～3月28日）で15位。ダウンロード数は371。
- オリコン週間アルバムランキング（2021年4月12日付）で23位。推定売上枚数は2,344枚[28]。
- Billboard Japan Hot Albums（2021年3月31日付）で63位[29]。
- iTunes週間アルバムランキング（2021年3月22日～3月28日）で18位。
- Apple Music Top 100 Albums（2021年3月22日～3月28日）で32位[30]。
- 2021年オリコン年間ランキング（2020年12月14日～2021年12月12日）によるとアルバム売上枚数は3,291枚。

### その他
- iTunes週間アルバムランキング（2021年3月22日～3月28日）

| 国               | ＃   |
| ---------------- | ---- |
| 台湾             | 1位  |
| シンガポール     | 1位  |
| フィリピン       | 1位  |
| マレーシア       | 1位  |
| タイ             | 3位  |
| ワールドワイド   | 5位  |
| ベトナム         | 7位  |
| インドネシア     | 9位  |
| 日本             | 18位 |
| カナダ           | 19位 |
| オーストラリア   | 22位 |
| アメリカ合衆国   | 24位 |
| オランダ         | 34位 |
| ノルウェー       | 44位 |
| ブラジル         | 51位 |
| トルコ           | 51位 |
| イギリス         | 53位 |
| メキシコ         | 59位 |
| ドイツ           | 65位 |
| ニュージーランド | 86位 |

## ミュージックビデオ
Celebrity
- 制作：VM PROJECT ARCHITECTURE
- MV監督: Beomjin
- 2021年1月27日に公開。華やかなセレブとして生きているIUが逸脱する過程で、自身と同じ姿の女性に出会う内容になっている[32]。
- YouTubeの再生回数は約1億4,337万回[33]。

라일락 (LILAC)
- 制作：Flipevil（フリップイーブル）
- MV監督: ソ・ドンヒョク
- 2021年3月25日に公開。映像の途中から終盤にかけて、チョン・ジェヒョンがサプライズ出演した[34]。
- YouTubeの再生回数は約9,133万回[33]。

Coin
- 制作：サニービジュアル
- MV監督: ユ・ソンギュン
- 2021年3月26日に公開。IUとカジノをするシーンにて相手役として、キム・ユンソクがサプライズ出演した。
- YouTubeの再生回数は約1,889万回[33]。

에필로그（→エピローグ）
- 制作：Flipevil（フリップイーブル）
- 2021年4月15日にサプライズ公開[35]。
- YouTubeの再生回数は約363万回[33]。